# سالزا دي بينيرولو
سالزا دي بينيرولو (بالفرنسية: Salze-de-Pignerol)‏ هي بلدية في مدينة تورينو الحضرية في منطقة بيمنتة الإيطالية، وتقع على بعد حوالي 50 كيلومتر (31 ميل) . جنوب غرب تورينو.
تقع سالزا دي بينيرولو على حدود البلديات التالية: براجيلاتو، ماسيلو، بيريرو، وبرالي.